# Triangle vocalique
Le triangle vocalique est une représentation graphique des caractéristiques articulatoires des voyelles matérialisées acoustiquement par leurs formants respectifs. Il permet de classer les voyelles selon deux axes : horizontalement la profondeur du point d'articulation (position de la langue dans la bouche antérieure – centrale – postérieure), ainsi que le deuxième formant de la voix et verticalement le degré d'aperture (distance entre la langue et le palais, ouverture de la bouche) ainsi que le premier formant de la voix. La première représentation du triangle vocalique est due au médecin allemand Christoph Friedrich Hellwag (1754-1835) dans son De formatione loquelae (1781). Ce triangle enregistre des variations selon les langues et dans 10 % des langues, dont l'anglais, les voyelles ne se conforment pas à ce schéma triangulaire ; on utilise donc également une représentation en trapèze vocalique.
Ci-dessous, le triangle avec sept voyelles met en évidence trois pôles : voyelle fermée non arrondie antérieure /i/, voyelle fermée arrondie postérieure /u/, et voyelle ouverte /a/, sans distinguer pour cette dernière ni la profondeur ni l'arrondi.
Le triangle avec dix voyelles ajoute en position médiane les voyelles antérieures arrondies, avec une position de ces voyelles dans le triangle déterminée non pas par leur profondeur mais par leurs fréquences  pour les formants acoustiques {\displaystyle F_{1}} et {\displaystyle F_{2}}. Enfin, le trapèze met en évidence les profondeurs des voyelles ouvertes (et leur éventuel arrondi), ce qui différencie le trapèze du triangle.
|                       |                        |                      |
| Triangle (7 voyelles) | Triangle (10 voyelles) | Trapèze avec légende |